# Julia Felix
Julia Felix épületkomplexum Pompejiben.
Az 1755 óta tartó ásatások eredményei alapján a Vezúv i. sz. 79-es kitörését megelőző 62-es nagy földrengés után a jó üzleti érzékkel megáldott Julia patrícius villájában lakásokat alakíttatott ki, ahova vélhetően a földrengésben lakhatásukat vesztett középosztálybeliek költöztek be.
Az épületben később üzleteket és műhelyeket is kialakíttatott, majd nyitott egy tavernát és kibővíttette egy luxus fürdőkomplexummal, továbbá egy kerttel elválasztott magánrezidenciával.

## Háttér

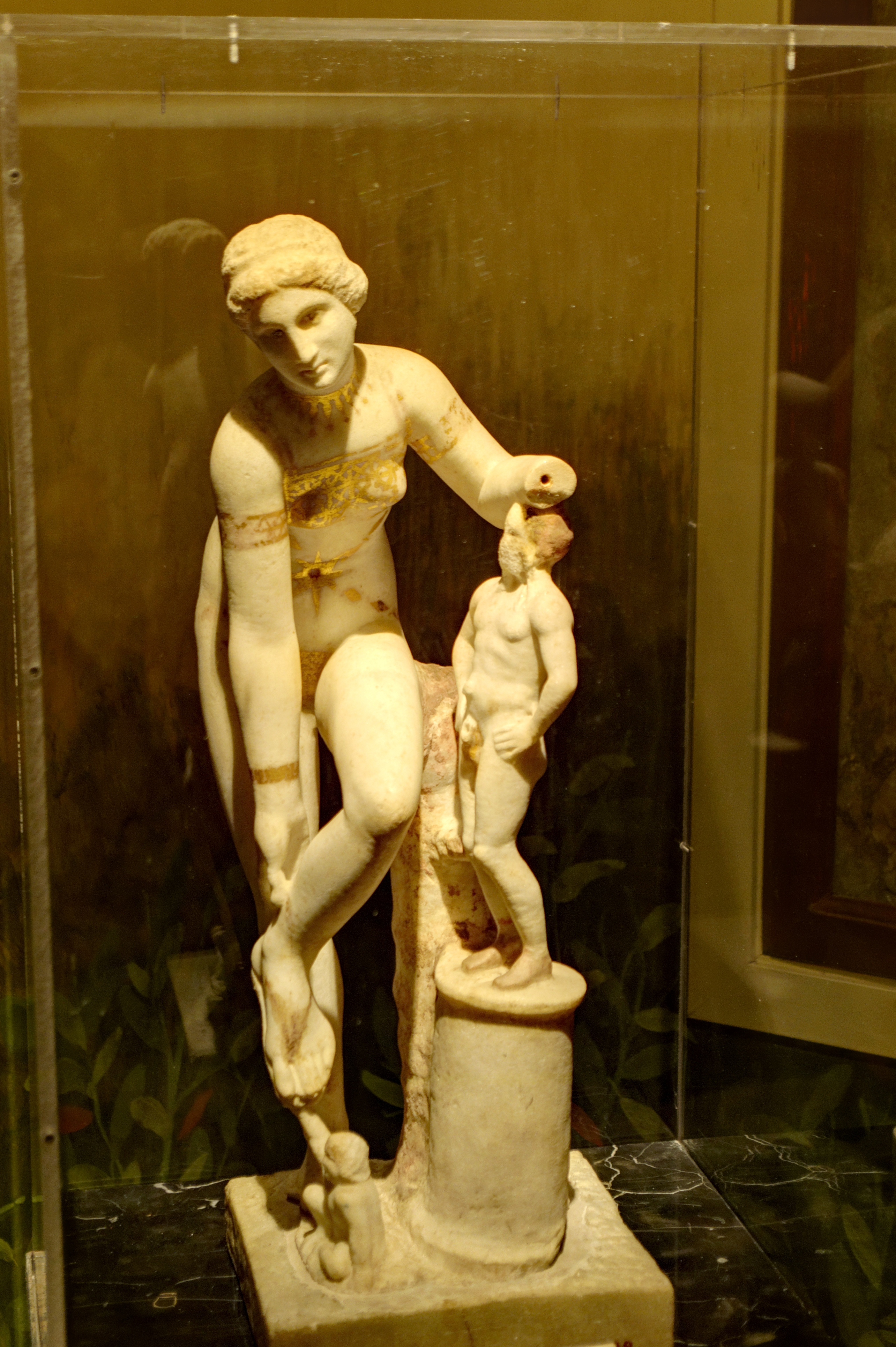
Az úgynevezett Vénusz bikiniben (Julia Felix, Pompeji) görög megfelelőjét, Aphroditét ábrázolja, amint a szandálját oldozza el egy apró Erosszal a bal karja alatt

Egy népszerű elmélet szerint Julia Felix felszabadított rabszolga volt. Erősíti az elméletet, hogy a Felix gyakori rabszolganév volt. Ennek ellentmond egy felírat, amely szerint "Spurius lánya" volt. Egyes történészek úgy vélik, hogy Rómában születhetett egy felszabadított volt császári rabszolga lányaként. Vélhetően jómódú, korosodó férje (aki a Julii birodalmi dinasztia leszármazottja lehetett) szabadította fel és vette feleségül, majd annak halála után az utódok és rokonok híján megörökölt vagyonnal sáfárkodott olyan ügyesen, hogy Pompeji egyik leggazdagabb és legmagasabb státuszú ingatlantulajdonosává válhatott. Meg kell jegyezni, hogy ezidőtájt a nők nem birtokolhattak önállóan ingatlant, de egyes magas státuszú nők kaphattak felmentést ez alól.
Villája már az i. sz. 62-es nagy földrengés előtt is hatalmas, gazdagon bútorozott és díszített volt, majd a földrengés után, társadalmi kapcsolatait kihasználva, a pénzesebb ügyfélkör igényeinek kielégítésében látott üzleti lehetőséget. Előbb a hajléktalanná vált családoknak kínált minőségi lakhatást, majd a lakbérbevételből tovább építkezett, elfoglalva az egész háztömböt.
Végül megépült a fürdőház is, ahol a gazdag, idős patríciusok a pórnép fürkésző és gúnyos tekintetétől elzárva hódolhattak a fürdőzés élvezeteinek.
Julia szerencsétlenségére az i. sz. 72-re elkészült komplexum bevételeit mindössze hét évig élvezhette, mielőtt a Vezúv piroklasztikus árjának martalékává vált volna.